# Nujalik
Dans la mythologie inuite, Nujalik est la déesse de la chasse sur les sols. (Contrairement à Sedna, déesse de la pêche et de la chasse en mer).

## Étymologie
En groenlandais, Nujalik un nom propre signifiant 'sarcelle',.